# هايغ بابازيان
هايغ بابازيان هو عازف كمان أرمني بفرقة الروك البديل اللبنانيية «مشروع ليلى».

## السيرة الذاتية
ولد هايغ بابازيان في بيروت. وبدأ العزف على الكمان في سن مبكرة، ودرس مدرسة الموسيقى الأرمنية. بابازيان شارك في تأسيس فرقة مشروع ليلى سنة 2008، حينما كان يدرس الهندسة المعمارية في الجامعة الأميركية في بيروت. بجوار مهنته الموسيقية، تابع الدراسة المعمارية، وتلقي جائزة «فوزي عزار» المعمارية سنة 2008.

## وسائل الإعلام
هايغ بابازين ظهر على غلاف مجلة ماي كالي الأردنية. وظهر على غلاف نسخة الشرق الأوسط من مجلة رولينج ستون كجزء من مشروع ليلى.

## روابط خارجية
- هايغ بابازيان على موقع أول ميوزيك (الإنجليزية)
- هايغ بابازيان على موقع ديسكوغز (الإنجليزية)

## وصلات إضافية
```
تويتر
```